# Sabrina Lins
Sabrina Lins (Porto Alegre, 13 de agosto de 1980) é uma atriz pornográfica brasileira.
Fez inúmeros filmes para as produtoras brasileiras Brasileirinhas e Sexxxy e as estrangeiras Buttman e Playboy.

## Carreira
Estudou Publicidade mas acabou abandonando o curso, e ingressou no mercado adulto. 
Suas primeiras cenas foram gravadas para filmes da produtora Brasileirinhas e, em 2005, pela mesma produtora, foi a protagonista do filme Invasão de Privacidade, considerada uma emblemática produção do gênero pela participação do ator Alexandre Frota e por possuir um roteiro que incluía cenas agressivas, como a crucificação de uma das atrizes à cama. Lins já era, à época, considerada pela mídia especializada como uma das principais e mais bem pagas atrizes do meio, vindo a protagonizar outros filmes por diferentes produtoras, incluindo o filme Sexo no Salão 2006, com a participação da atriz Márcia Imperator.